# Raimondo Rezzonico-díj
A Raimondo Rezzonico-díj a locarnói Nemzetközi Filmfesztivál díja, mely a legjobb producernek járó elismerés. A fesztivál korábbi elnökének, Raimondo Rezzonico tiszteletére 2002-ben alapították. A díjat első alkalommal a 2002-ben rendezett fesztivál alkalmával adták át.

## Díjazottak
- 2002: Paulo Branco
- 2003: Ruth Waldburger
- 2004: Karl Baumgartner
- 2005: Jeremy Thomas
- 2006: Agat Films
- 2007: nem adták át
- 2008: Christine Vachon
- 2009:  Martine Marignac
- 2010: Menahem Golan
- 2011: Mike Medavoy
- 2012: Arnon Milchan
- 2013: Margaret Ménégoz
- 2014: Nansun Shi
- 2015: Office Kitano
- 2016: David Linde
- 2017: Michel Merkt